# Sarcophrynium brachystachyum
Sarcophrynium brachystachyum là một loài thực vật có hoa trong họ Marantaceae. Loài này được (Benth.) K.Schum. miêu tả khoa học đầu tiên năm 1902.